# SDEWES центар
SDEWES центар (енгл. Sustainable Development of Energy, Water and Environment Systems) међународни је центар за одрживи развој енергетике, вода и животне средине, невладина и непрофитна организација.

## Мисија
SDEWES центaр промовише одрживи развој енергетике, вода и животне средине кроз организацију курсева, летњих школа, јавних предавања, семинара и радионица, пружајући стручно мишљење о важним питањима одрживости. SDEWES центaр организује и међународне научне конференције о одрживом развоју енергетике, вода и животне средине. Оваквим деловањем, SDEWES центaр настоји да осигура ширу платформу за комуникацију и размену идеја између научника и истраживача, а која подстиче мултидисциплинарни приступ одрживом развоју.
Седиште SDEWES центрa налази се на Свеучилишту у Загребу.

## Почетак деловања
SDEWES је започео са радом 2002. године као пројекат финансиран кроз CORDIS у оквиру програма FP5-INCO 2, када је у Дубровнику и одржана прва Конференција о одрживом развоју енергетике, вода и животне средине.
Након организовања конференција 2003, 2005. и 2007. године, 2009. године основан је SDEWES центaр. Од тада је одржано још шест конференција 2009, 2011, 2012, 2013, 2014. и 2015. године.

## Организација научних скупова
Прву конференцију о одрживом развоју енергетике, вода и животне средине 2002. године у Дубровнику, организовао је Универзитет у Загребу у сарадњи са Лисабонским факултетом Instituto Superior Técnico. Конференцију је суфинансирала Европска комисија. До 2011. године SDEWES конференције су одржаване као бијенале, а од 2012. године се одржавају сваке године, али на различитим локацијама. Сваке друге године конференција се одржава у Дубровнику, а у години између, одржава се на различитим локацијама.
Две недавне SDEWES конференције у Дубровнику 2011. и 2013. године заједно су привукле 2150 пријављених резимеа научних радова, од којих је прихваћено и објављено 900 радова. Присуствовало је 942 учесника из 62 земље. Радови са конференција се објављују у водећим научним часописима, као и у часопису који је издање SDEWES центрa.
Конференција 2012. године је одржана у Охриду, а 2014. на крузеру између Венеције и Истанбула.
Прва регионална SDEWES конференција Југоисточне Европе одржана је у Охриду у Македонији 2014. године.
Конференција SDEWES 2015, одржана је у Дубровнику  од 27. августа до 3. септембра 2015. године као јубиларна, десета конференција у организацији SDEWES Центра уз учешће 510 научника из преко 60 земаља.
Конференција SDEWES 2016. биће одржана у Пирану у Словенији.

## Истраживачки рад
За учешће у истраживачким пројектима SDEWES центар организује истраживачке тимове од својих чланова. Од 2015. године SDEWES центар је укључен у два FP7 пројекта, један Хоризонт 2020 пројекат и један пројекат у оквиру Дунавског транснационалног програма.